# Fillan
Fillan est un prénom masculin écossais.

## Étymologie
- Provient sans doute du gaélique faol signifiant loup suivi d'un diminutif.

## Saint
- Saint Fáelán de St Fillans ou Fóelán de St Fillans est un moine irlandais du VIIe siècle, fils de Kentigerna et neveu de saint Comgan, ermite à Glen Dochart, près de Perth (Tayside, Écosse). Il est très populaire en Écosse. En 1314, le roi Robert Bruce récupère une relique du saint avant la bataille de Bannockburn et lui attribue le mérite de sa victoire sur les Anglais. On le fête le 9 janvier.

## Source
- Tous les Prénoms celtiques d'Alain Stéphan - Éditions Jean-Paul Gisserot - Collection Terre des Celtes  (ISBN 2877473953)